# 河村隆之
河村隆之（日语：／ Kawamura Takashi ?，1948年11月3日—），日本政治人物，減稅日本代表、日本保守黨共同代表。現任日本眾議員，曾任裁判官追訴委員會第二代理委員長、總務省顧問、名古屋市長等。

## 生平
河村隆之早年就读一桥大学，大学毕业后在家族企业任职。 河村隆之立志成为检察官，十年内参加了九次司法考试，但是都没有通过。 河村隆之从政之后，成为众议员春日一幸的男秘书，并且五度当选众议员。 2009年，河村隆之辞职回乡参选名古屋市长，以51万票高票当选。在2021年市長選舉中再度當選市長。
2024年10月，河村隆之辭去名古屋市長職務，代表日本保守黨在愛知縣第1區參選第50屆日本眾議院議員總選舉，並於10月27日當選眾議員，重返眾議院，成為日本保守黨首三位在選舉中當選的國會議員之一。

## 争议

### 否認南京大屠杀言论
2012年2月20日，名古屋市市长河村隆之与由中国共产党南京市委员会常委兼政法委书记刘志伟带队的南京市人民政府赴日代表团会谈时，突然提到南京大屠杀“很可能不存在”、“牺牲的人只是正常战争死亡”、“没有目击者”等言论；當下中方考慮避免鬧事而未做大的反應，一经播报和刊登出来，遭到批评。 第二天，南京市人民政府暂停与名古屋市役所间的官方交往；中华人民共和国外交部亚洲司司长罗照辉在与来访的日本外务省亚洲大洋洲局局长杉山晋辅会谈时也就此问题表示了强烈不满。但河村本人事後表示不會收回此發言，並稱願意繼續和平交流，他曾在2009年在日本的議會內有關此番做法是否衝擊南京友好關係的質詢中，辯稱這個想法是他覺得「為了日中友好，有必要更加確認事實」等所做的個人主張。據共同社報導，事後名古屋市役所所收到的民眾意見中，絕大部份支持河村的發言。河村本人則重申不會收回此言論。東京都知事石原慎太郎則在2月24日表示支持河村的言論。

### 建尾张名古屋共和国言论
2012年2月29日，河村隆之自己筹集资金召集了爱知县各处政界领导人在名古屋市的一家小型酒店聚餐，席间河村提出了建立“尾张名古屋共和国”的设想，这个“共和国”包含22个地方自治体和400万人口。 该言论一出，引发了日本各界的不同意见和解读。

### 偷咬奧運金牌爭議
2021年8月4日，時任名古屋市長的河村隆之在接見東京奧運壘球比賽日本隊20歲投手後藤希友時，要求後藤给自己戴上壘球金牌後，當著後藤的面脫下防疫口罩、大口咬金牌；後藤希友先是露出吃驚的表情，後來才投以笑臉。河村隆之未有任何擦拭金牌之动作，直接将金牌还给後藤希友。事後引發日本群眾不滿，紛紛批評河村隆之「看了真想吐」、「失禮」、「希望能替後藤換一面新的金牌」等。8月5日，河村隆之公開道歉。

### 性骚扰女声优
2014年，河村隆之应邀出席在中部国际机场举办的世界Cosplay高峰会，在舞台上公然将手放在当时未成年且名不见经传的女声优伊藤美来肩上，随后对其搂抱。相关事件在2021年8月被翻出，引发性骚扰之争议。

## 相關人物
- 父亲：河村鈊男，二战时期大日本帝国陆军第101师团步兵第101旅指令部伍长。1945年日本投降之后于8月16日被解除武装，被安排居住于南京栖霞寺；栖霞寺方面表示这只是对俘虏的优待，而不是“特别善待”。1946年归国，1948年创立河村纸业合资会社，任初代社长。[15]

## 相關
- 南京大屠殺

## 外部參考
- 新华网专题（页面存档备份，存于）
- 中国新闻网专题（页面存档备份，存于）
- 米尔网专题（页面存档备份，存于）
- 军事前沿专题
- 腾讯网专题（页面存档备份，存于）
- 21世纪新闻网专题[永久]